# Chan Chan
Chan Chan war die Hauptstadt des präkolumbischen Chimú-Reiches und befand sich an der peruanischen Pazifikküste, westlich der heutigen Stadt Trujillo.

## Etymologie
2024 hat der  Linguist Ph.D. Rodolfo Cerrón Palomino eine Quechumara Etymologie für das Toponym vorgeschlagen. Seiner Hypothese zufolge können sowohl die Form <Chanchan> als auch die Varianten <Cauchan> und <Canda> durch ein Quechua-Etymon *kanĉa ‚Pferch, Zaun, eingezäunter Ort‘ und das Quechua-toponymische Morphem *-n (wahrscheinlicher Aymara-Etymologie) erklärt werden. Somit wäre die heutige Aussprache das Ergebnis einer „orthographischen Falle“, da ursprünglich das „che“ <ch> verwendet worden wäre, um den Laut eines velaren Okklusivlauts /k/ am Wortanfang darzustellen. Ursprünglich lautete das Toponym *kanĉa-n(i) ‚(Ort), wo es viele Zäune oder Korrals gibt‘, dessen Quechualisierung zum phonetischen /kantʃáŋ/ in <Chanchán> führt. Nach diesem Vorschlag wäre der Ortsname weder Mochica noch Quingnam, noch wäre er so alt, sondern wäre aus dem Quechua übernommen worden.

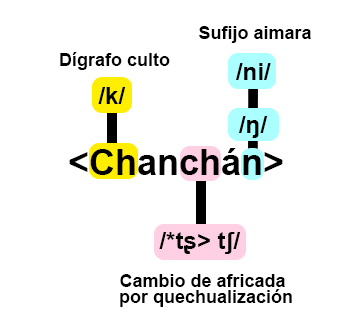
Rekonstruktion der Phonetik von Chanchán in /kantʃáŋ/, basierend auf der Etymologie von Rodolfo Cerrón Palomino.
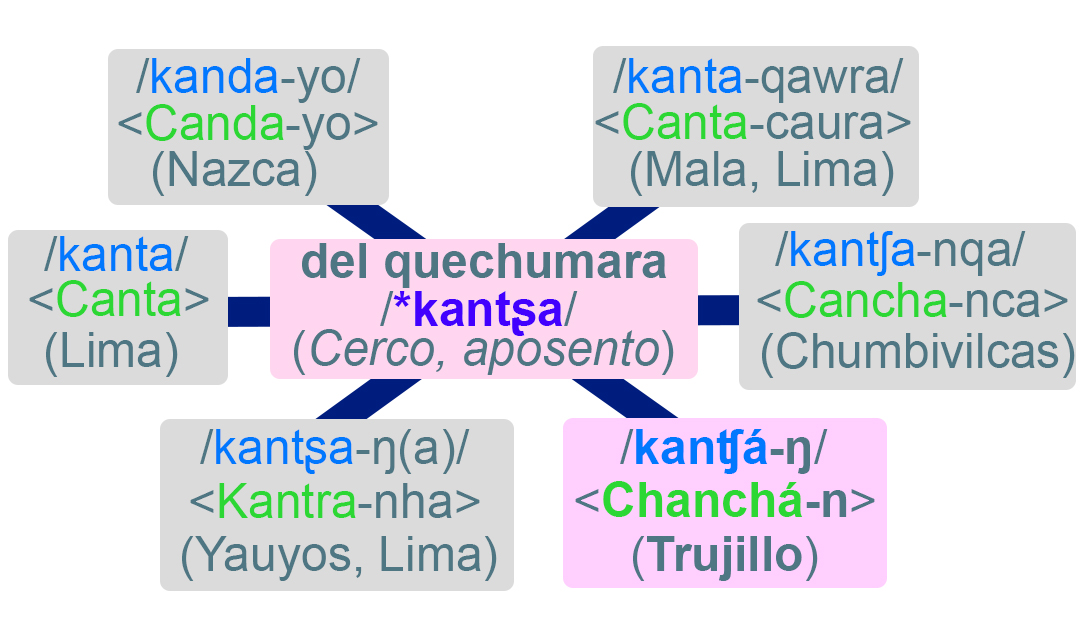
Das Toponym Chanchán wird in Bezug zu anderen Toponymen mit derselben Quechumara Wurzel angezeigt.

## Geschichte
Die Stadt entstand etwa um 1300 und erstreckt sich noch heute über eine Fläche von 28 km². Sie war wahrscheinlich die größte Stadt der damaligen Zeit auf dem südamerikanischen Kontinent und eine der größten der Welt, die aus Lehm (Adobe) errichtet wurde. Zu ihrer Blütezeit beherbergte die Stadt etwa 60.000 Einwohner und hatte ein ansehnliches Vermögen an Gold, Silber und keramischen Kunstgegenständen angehäuft.
Chan Chan konnte von den Inkas mit militärischer Gewalt nicht besiegt werden. Deshalb leiteten die Angreifer im Jahr 1470 den durch die Oase fließenden Río Moche um, sodass die Einnahme der Stadt durch die bald eintretende Wasserknappheit möglich wurde.
Nach der Eroberung durch die Inkas verlor die Stadt ihre Bedeutung. Die Stadt wurde von ihnen nicht zerstört, weil sie mehr Wert auf Expansion als auf Reichtum legten. Das änderte sich aber schlagartig, als die Spanier das Inkareich eroberten. Von der Chimú-Kultur blieb nicht viel übrig.

## Chan Chan heute
Erste Berichte über die Stätte stammen aus der Feder von Antonio de la Calancha. Die mindestens fünf aufeinander gehäuften Kulturfolgen wurden von Max Uhle in stratigrafischen Ausgrabungen untersucht. Seine Befunde veröffentlichte er 1913 in Las ruínas de Moche. Der Bericht hielt fest, dass die Besiedlung durch die Mochica und die Chimú getrennt erfolgte. Weitere Forscher, die in Chan Chan arbeiteten, waren Ephraim George Squier, Adolph Francis Alphonse Bandelier, Julio Tello und Johann Jakob von Tschudi.
Heute sind nur mehr riesige Flächen von Lehmbauten sowie einige Festsäle, in mehr oder weniger schlechtem Zustand vorhanden. Zur massiven Zerstörung und Plünderung zunächst durch die Inka und danach durch die spanischen Eroberer (diese brachen die Gräber auf), kamen später die natürliche Erosion durch Erdbeben und schwere Unwetter. Besonders große Schäden verursachten die Überschwemmungen im Jahr 1925. Zudem trägt das Wetterphänomen El Niño zur Erosion bei.
Die Hauptstadt der Chimú bestand ursprünglich aus neun autonomen Bezirken, die jeweils von einem anderen erfolgreichen Herrscher regiert wurden. Sie wurden wie Könige verehrt. Jeder Bezirk enthielt Grabstätten mit umfangreichen Beigaben an Juwelen, keramischen Gegenständen und dutzenden Skeletten von jungen Frauen.
Am besten erhalten ist der Tschudi-Bereich, benannt nach dem Schweizer Forscher Tschudi. Der Palast wird heute als Palacio Nik-An bezeichnet. Dieser Bereich wird restauriert und ist für Touristen geöffnet. Hier sind noch einige der Festsäle mit ihren prachtvollen Verzierungen zu sehen. Bis 1998 wurden die Lehmbauten mit einer speziellen Glasur versehen, um sie vor der Zerstörung durch die Niederschläge zu bewahren. Aber in dem Jahr war El Niño so heftig, dass Stahlgerüste gebaut werden mussten, damit die Kleinbauten nicht weggeschwemmt werden.
Die zu besichtigenden Orte im Palacio Nik-An sind:
1. Plaza Cerimonial Principal
2. Corredor de Peces y Aves
3. Sala del Alfarcillo
4. Audencias
5. Segunda Plaza Ceremonial
6. Huachaque Ceremonial
7. Plataforma Kuneraría
8. Depositos (Colcas)
9. Sala de 24 Hornacinas (Nischen)
Bis 2016 wurde auf 700 m² Fläche nahe Chan Chan ein Massengrab aus der Mitte des 15. Jahrhunderts mit 140 rituell getöteten Kindern und über 200 Lamas oder Alpakas ergraben. Den Jungen und Mädchen im Alter von 5 bis 14 Jahren war die Brust geöffnet worden, vermutlich um das schlagende Herz zu entnehmen. Aus einer Ablagerung von Schlamm schließen Forscher, dass die Opferung erfolgt sein könnte, um anlässlich starken Regens oder Überschwemmung Götter besänftigen zu wollen.

## Weltkulturerbe
Die UNESCO erklärte 1986 Chan Chan zum Weltkulturerbe. Gleichzeitig wurden die Ruinen aufgrund der durch die Klimaveränderungen wachsenden Zerstörungen auf die Liste des gefährdeten Welterbes eingetragen. Derzeit bereiten der Anstieg des Grundwassers und illegale Ansiedlungen auf dem Gelände der Fundstätte Probleme.

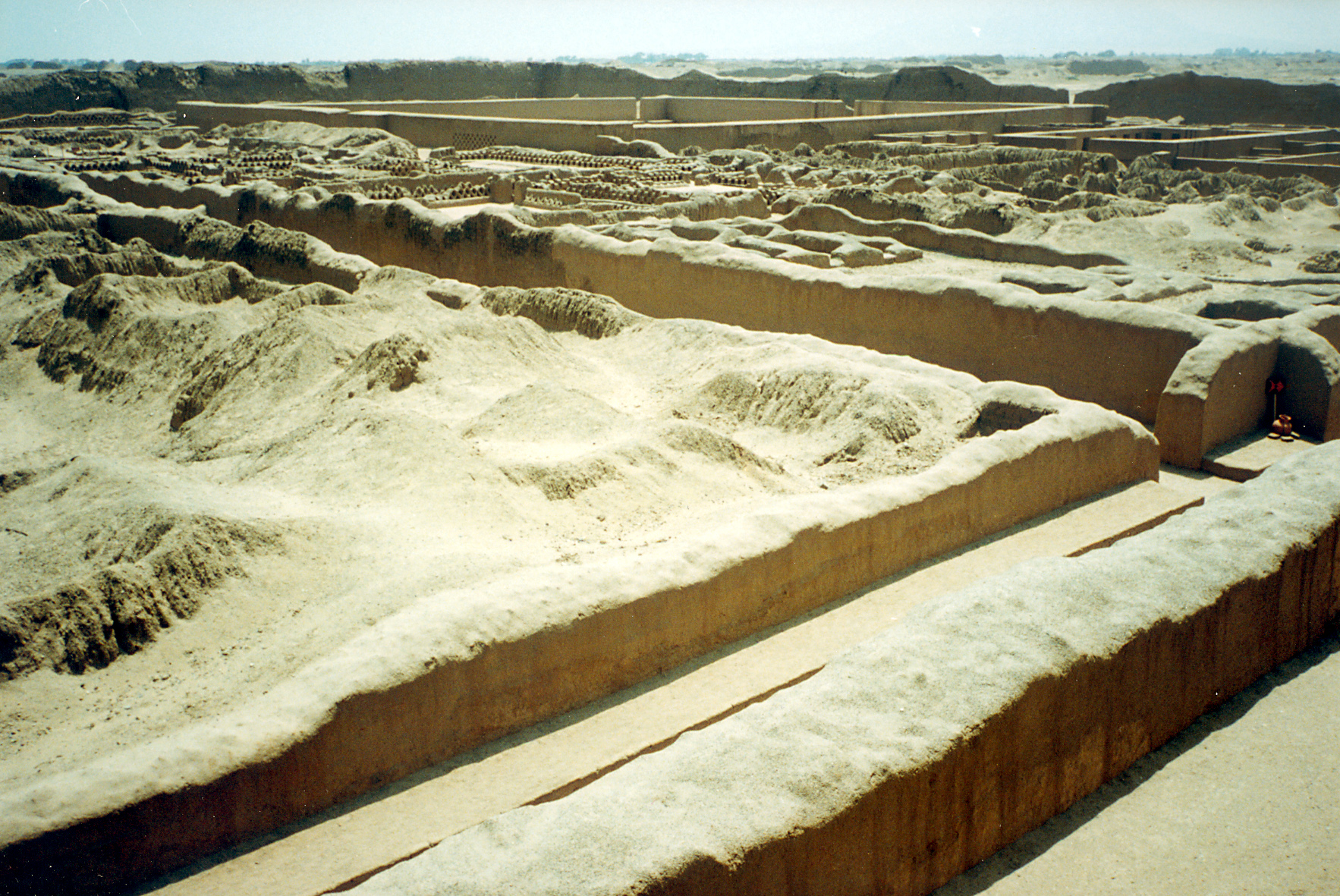
Chan Chan
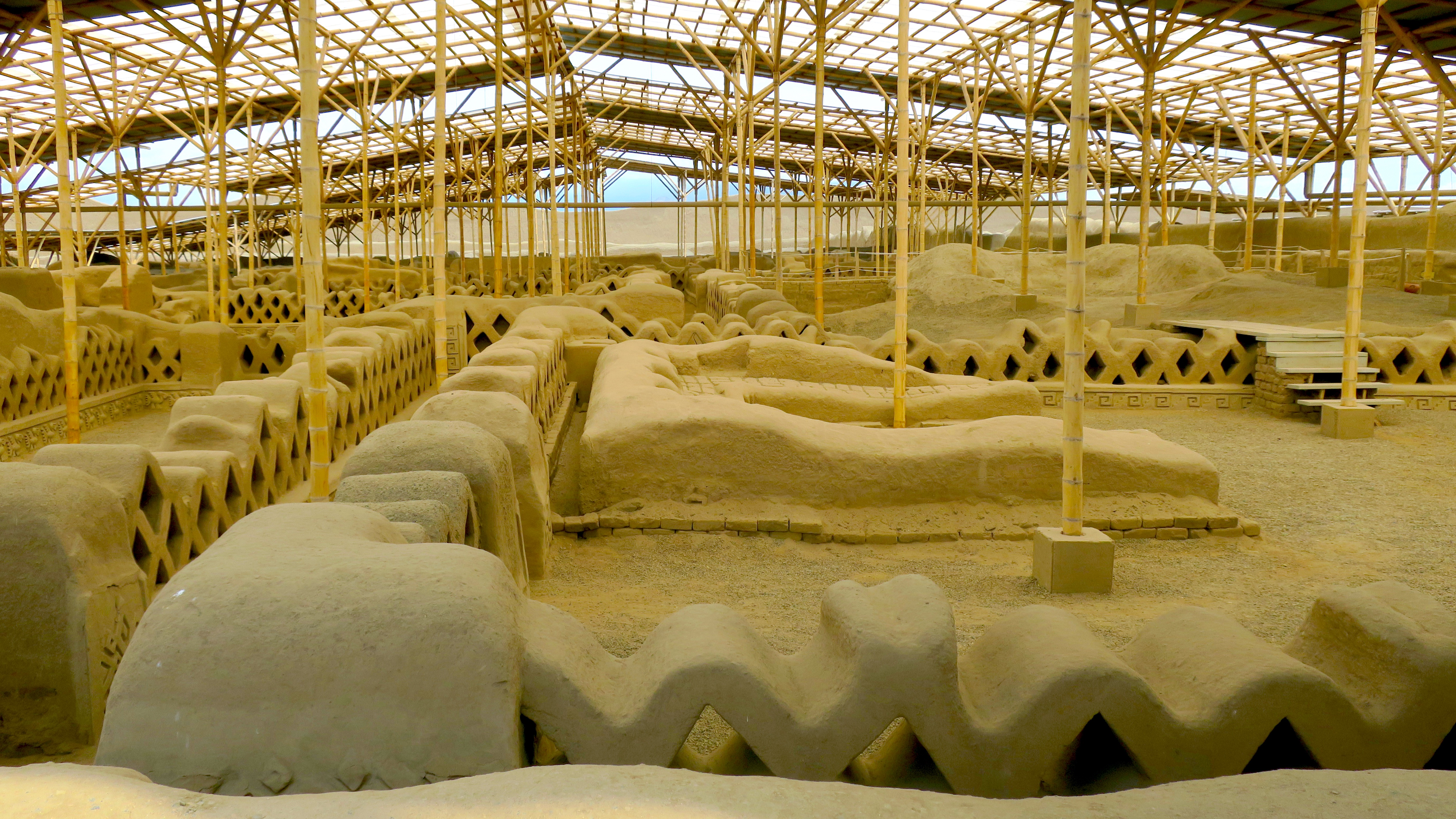
Geschützte Ausgrabungszone
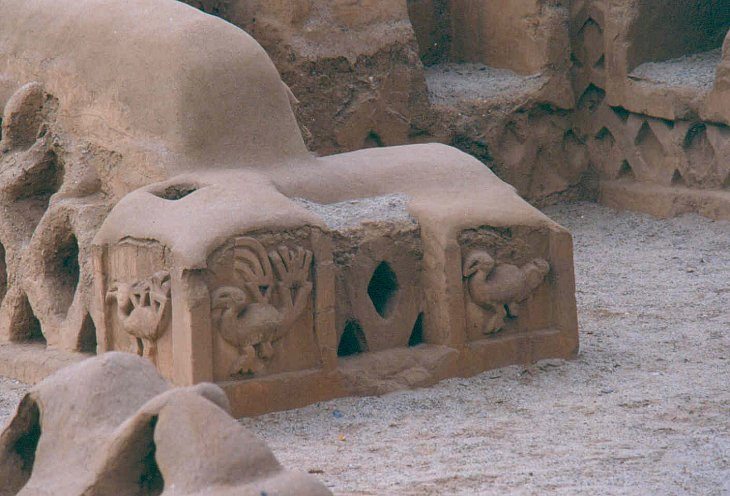
Wandverzierung
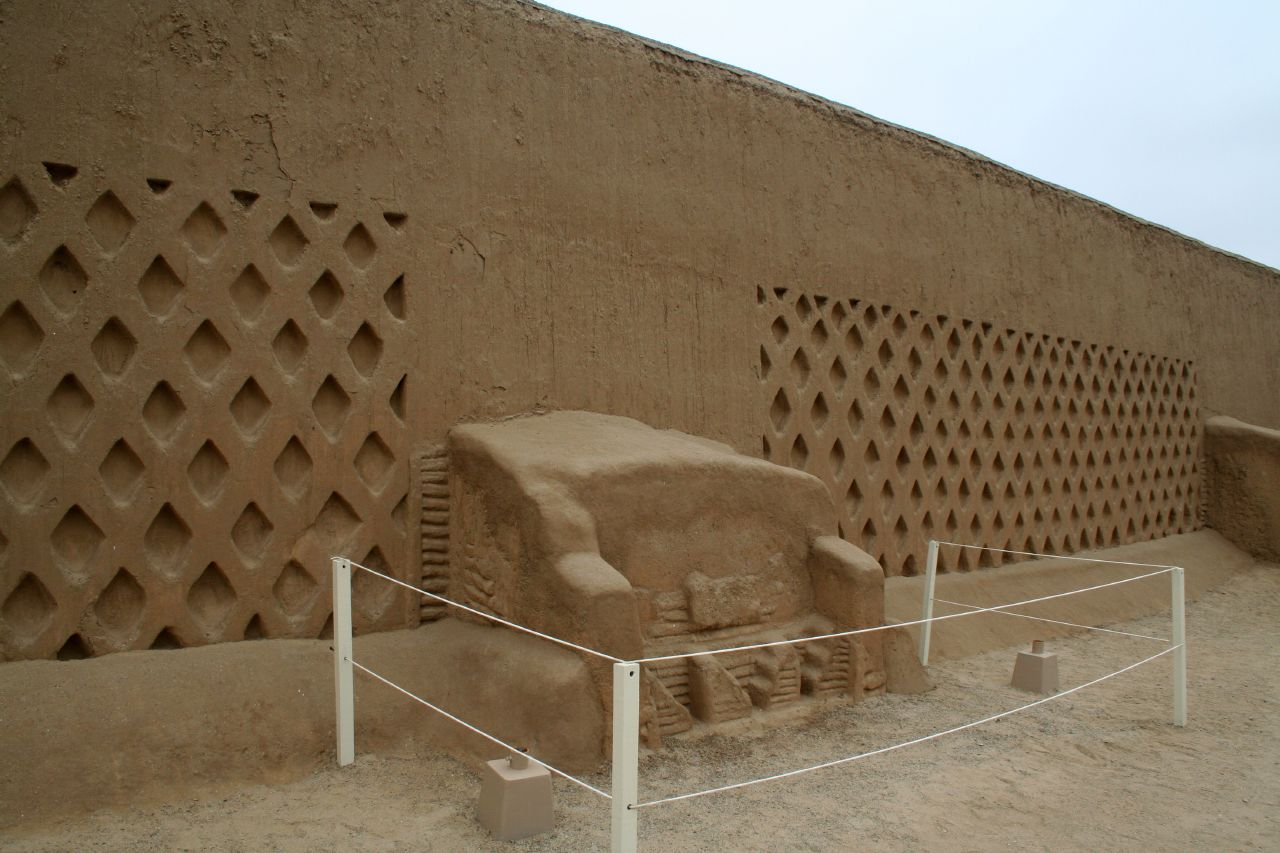
Altar